# Lomné (Hautes-Pyrénées)
Lomné település Franciaországban, Hautes-Pyrénées megyében. Lakosainak száma 36 fő (2022. január 1.). Lomné Espèche, Avezac-Prat-Lahitte, Bulan, Esparros és Laborde községekkel határos.

## Népesség
A település népességének változása:
| Lakosok száma | 33   | 32   | 31   | 31   | 31   | 31   | 33   | 36   |
|               | 2013 | 2015 | 2017 | 2018 | 2019 | 2020 | 2021 | 2022 |